# Drosophila huilliche
Drosophila huilliche är en tvåvingeart som beskrevs av Brncic 1957. Drosophila huilliche ingår i släktet Drosophila och familjen daggflugor.
Artens utbredningsområde är Chile.